# The European Journal of Applied Economics
The European Journal of Applied Economics je međunarodni naučni časopis otvorenog pristupa koji objavljuje radove iz oblasti ekonomije.

## O časopisu
The European Journal of Applied Economics ima za cilj da omogući istraživačima efikasno i brzo objavljivanje njihovih rezultata globalnoj naučnoj zajednici.
Uvažavajući najviše standarde i praksu dvostruke anonimne recenzije časopis izlazi redovno dva puta godišnje – u aprilu i oktobru, objavljujući naučne rezultate na engleskom jeziku, sa apstraktom i ključnim rečima dodatno i na srpskom jeziku.
Prvi broj časopisa izašao je 2004. godine. Otvorenog je tipa, što znači da je sav sadržaj dostupan bez naknade korisnicima ili njegovoj/njenoj ustanovi. Korisnici imaju pravo da čitaju, preuzimaju, kopiraju, razmenjuju, pretražuju ili preuzimaju tekstove u celosti bez prethodne saglasnosti izdavača ili autora. 
Časopis uključuje veći broj podoblasti u okviru ekonomije kao što su: mikroekonomija, makroekonomija, monetarna ekonomija, ekonometrija, industrijska organizacija, međunarodne finansije, korporativne finansije, menadžment, marketing, turizam i ugostiteljstvo, javne finansije i porezi, tržište rada, operativni menadžment, korporativna i društvena odgovornost, ljudski resursi, ekonomika poljoprivrede itd.
Od 2008. godine časopis se nalazi na listi kategorizovanih naučnih časopisa koju objavljuje Ministarstvo prosvete na godišnjem nivou. Od 2008. godine časopis je objavljivao svoja izdanja pod nazivom Singidunum revija i od 2012. do 2014. godine pod nazivom Singidunum Journal of Applied Sciences. Počev od 2015. godine časopis objavljuje svoja izdanja pod nazivom The European Journal of Applied Economics.
The European Journal of Applied Economics kategorizovan je kao vrhunski časopis nacionalnog značaja u okviru M51 kategorije za 2024, odnosno časopis koji se prema bibliometrijskim pokazateljima Nacionalne baze naučnih časopisa u svojoj oblasti nauka nalazi u prvih 30%.

### Glavni urednik
- prof. dr Miroljub Hadžić, Univerzitet Singidunum

### Izdavač
Univerzitet Singidunum, Danijelova 32, Beograd, Srbija

### Učestalost izdavanja
The European Journal of Applied Economics je recenzirani naučni časopis otvorenog pristupa koji izlazi dva puta godišnje na engleskom jeziku u štampanom i elektronskom obliku.

## Naučne oblasti
- ekonomija
- mеnadžment
- turizam i ugostiteljstvo

## Elektronska verzija
Časopis je dostupan u elektronskom obliku na sajtu:  https://web.archive.org/web/20150408020123/http://journal.singidunum.ac.rs/. Архивирано из оригинала 08. 04. 2015. г. Приступљено 01. 07. 2016. Недостаје или је празан параметар |title= (помоћ)

## Indeksiranje
- SCIndeks[2] - Serbian citation index
- DOAJ
- CABI - CAB Abstracts
- Celdes
- CNKI Scholar (China National Knowledge Infrastructure)
- CNPIEC
- EBSCO - Academic Search
- EBSCO Discovery Service
- Google Scholar
- J-Gate
- Naviga (Softweco)
- Primo Central (ExLibris)
- TDOne (TDNet)
- WorldCat (OCLC)[3]

## Hronološki prikaz
- Finansije, bankarstvo, revizija, osiguranje: časopis za teoriju i praksu (ISSN - 1820-0702) od 2004. do 2007.[4]
- Singidunum revija (ISSN: 1820-8819) od 2008. do 2011.[5]
- Singidunum Journal of Applied Sciences (ISSN: 2217-8090) od 2012. do 2014.[6]
- The European Journal of Applied Economics (ISSN: 2406-2588 - printed version; ISSN: 2406-3215 - electronic version) od 2015.[7]

## Zvanična internet prezentacija
- The European Journal of Applied Economics Архивирано на веб-сајту  (8. април 2015)
- Centre for Evaluation in Education and Science